# 祈願的病歷表
《祈願的病歷表》是日本電視台於2022年10月8日至12月17日播出的週六連續劇，由玉森裕太主演。
臺灣由KKTV、friDay影音於10月9日起跟播。

## 出版書籍
| KADOKAWA      | KADOKAWA               | KADOKAWA | 春天出版      | 春天出版               | 春天出版 |
| 發售日期      | ISBN                   | 版本     | 發售日期      | ISBN                   | 版本     |
| ------------- | ---------------------- | -------- | ------------- | ---------------------- | -------- |
| 2018年3月29日 | ISBN 978-4-041-06580-8 | 單行本   | 2022年8月31日 | ISBN 978-957-741-573-8 | 平裝書   |
| 2021年2月25日 | ISBN 978-4-041-10980-9 | 文庫本   |               |                        |          |

## 登場人物

### 主要人物
- 諏訪野良太〈25〉：玉森裕太[1]

進入純正醫科大學附屬醫院1年經歷的實習醫生。
- 曾根田綠〈25〉：池田依來沙[2]

與良太同期的實習醫生。自尊心強、意志堅定的才女，同期裡最優秀，立志成為外科醫生。
- 冴木裕也〈25〉：矢本悠馬[2]

與良太同期的實習醫生。不只醫師的工作，也致力於聯誼或個人興趣，是一位現充、現實主義並活在當下的男子。父親是同醫院的優秀外科醫生，自小認為成為醫生是理所當然的。

### 純正醫科大學附屬醫院

#### 實習醫生
- 牧村康雄〈40〉：濱津隆之[3]

與良太同期的有一位8歲兒子的大叔實習醫生。曾經是育兒師。
- 橘麻友〈25〉：堀未央奈[3]

與良太同期的大小姐實習醫生。是地方綜合醫院院長女兒。
- 谷川聖人〈25〉：楊宇騰[3]

與良太同期的精英實習醫生。

#### 指導醫生
- 冴木真也〈55〉：椎名桔平[4]

外科醫生。裕也的父親。作為外科醫生，擁有卓越的技術，對自己的工作感到自豪。有在兼任大學講師，對實習醫生們懷著熱忱認真指導。22歲前在大學學習國際福祉學，之後到海外擔任志工，從中了解當地醫療狀況後，決心成為醫生並進入純正醫科大學。
- 立石聰美〈49〉：松雪泰子[4]

精神科醫生。與真也是同期。對諏訪野和實習醫生們常常在背後守護著他們，有時候也會推他們一把。有著沉迷於塔羅牌不知道在占卜什麼的奇怪的一面。曾說過精神科就是要全心全力面對患者，是用體力來決勝負的，因此不知為何食量很大，最愛的食物是超大份豬排丼。
- 木佐貫英子〈54〉：齊藤由貴[5]

婦產科醫生。
- 志村雄一〈56〉：勝村政信[5]

小兒科醫生。
- 桃井佐惠子〈48〉：涼[5]

皮膚科醫生。
- 大賀寛太〈45〉：片桐仁[5]

腎臟內科醫生。
- 榊健太郎〈48〉：小手伸也[6]

綜合診療科醫生。
- 上林晃太郎〈43〉：高橋努[7]

心臟內科醫生。
- 柚木慧〈43〉：觀月亞里莎[8]

急診科醫生。
- 窪啓太郎：高嶋政宏[9]

緩和治療科指導醫生。

#### 醫生
- 小林真治：白畑真逸

外科醫生。
- 田中卓人：和田亮太

外科醫生。
- 山口保：内藤知也

外科醫生。
- 山岸：田中美登里

皮膚科部長。
- 小澤涼子：今泉Amane

皮膚科醫生。
- 龍崎勲：山中聰

檢查科醫生。

#### 技師
- 小笠原一博：若林時英

檢查技師。

#### 護士
- 高木美和子：四條寛子
- 水川：田中佐季
- 前田由紀：奥原YUKINO
- 三崎：浅野千鶴
- 菅涼香：大藤由佳
- 向井：諫早幸作
- 尾形：今藤洋子

#### 患者
- 廣瀬秀太〈49〉：原田泰造[10]

在夜間急救時，由諏訪野擔任主治醫生。出院後依然關心諏訪野的大叔。喜歡桑拿。
- 四十住沙智〈17〉：豐嶋花[10]

自12歲時罹患腎炎後，一直出入醫院的少女。
- 四十住洋子：正木佐和

沙智的母親。

### 諏訪野家
- 諏訪野幸一〈48〉：矢柴俊博

良太的繼父。千繪的再婚對象。
- 諏訪野亞衣：中島瑠菜

良太的妹妹。
- 諏訪野千絵：小林麻子

良太的親生母親。在與良太的親生父親分開後，帶著當時還是小學生的良太再婚。

## 製作團隊
- 原作：知念實希人「祈願病歷表」系列（KADOKAWA 刊）
- 編劇：根本非翟
- 配樂：崎田Hajime
- 主題曲：Kis-My-Ft2《想花》（MENT RECORDING）
- 導演：狩山俊輔、池田千尋、鈴木悠馬
- 執行製作人：田中宏史
- 製作人：藤森真實、戶倉亮爾（AX-ON）
- 制作協力：AX-ON
- 製作著作：日本電視台

## 播出日程
- 12月3日因播放「日本電視台系音樂祭典 BEST ARTIST 2022」（19:00 - 22:54），故而停止播出一次。

| 集數                                                                      | 播出日期 | 副標題 | 標題 | 導演     | 收視率 |
| ------------------------------------------------------------------------- | -------- | ------ | ---- | -------- | ------ |
| #01                                                                       | 10月08日 |        |      | 狩山俊輔 | 6.6%   |
| #02                                                                       | 10月15日 |        |      | 狩山俊輔 | 6.5%   |
| #03                                                                       | 10月22日 |        |      | 池田千尋 | 6.9%   |
| #04                                                                       | 10月29日 |        |      | 池田千尋 | 6.6%   |
| #05                                                                       | 11月05日 |        |      | 狩山俊輔 | 6.0%   |
| #06                                                                       | 11月12日 |        |      | 池田千尋 | 5.9%   |
| #07                                                                       | 11月19日 |        |      | 鈴木悠馬 | 6.7%   |
| #08                                                                       | 11月26日 |        |      | 池田千尋 | 6.4%   |
| #09                                                                       | 12月10日 |        |      | 狩山俊輔 | 5.3%   |
| #10                                                                       | 12月17日 |        |      | 狩山俊輔 | 6.8%   |
| 平均收視率 6.4%（收視率由Video Research調查關東地區、家戶的即時統計資料） |          |        |      |          |        |

## 外部連結
- 角川文庫「祈願病歷簿」
- 小說官方網站
- 電視劇官方網站
  - 電視劇的X（前Twitter）
  - 電視劇的Instagram帳戶

| 日本 日本電視台 週六連續劇            | 日本 日本電視台 週六連續劇                                     | 日本 日本電視台 週六連續劇 |
| ------------------------------------- | -------------------------------------------------------------- | -------------------------- |
|                                       | 祈願病歷表～研修醫的解謎診察紀錄～ （2022年10月8日－12月17日） |                            |
| 初戀的惡魔 （2022年7月16日－9月24日） | 佔領大醫院 （2023年1月14日－3月18日）                          |                            |

| 臺灣 緯來日本台 週一至週五 22:00-23:00             | 臺灣 緯來日本台 週一至週五 22:00-23:00     | 臺灣 緯來日本台 週一至週五 22:00-23:00 |
| -------------------------------------------------- | ------------------------------------------ | -------------------------------------- |
|                                                    | 祈願的病歷表 （2023年2月13日－2月24日）    |                                        |
| 妻子變成小學生 （重播） （2023年1月30日－2月10日） | PICU兒童救命醫生 （2023年3月1日－3月15日） |                                        |